# Alexander Moritz Simon
Alexander Moritz Simon (urspr. Moses Simon) (* 27. November 1837 in Hannover; † 29. Januar 1905 ebenda) war ein Bankier und amerikanischer Vizekonsul. Er gründete die spätere Israelitische Gartenbauschule Ahlem zur Verbesserung der Lebensverhältnisse seiner jüdischen Mitbürger.

## Leben

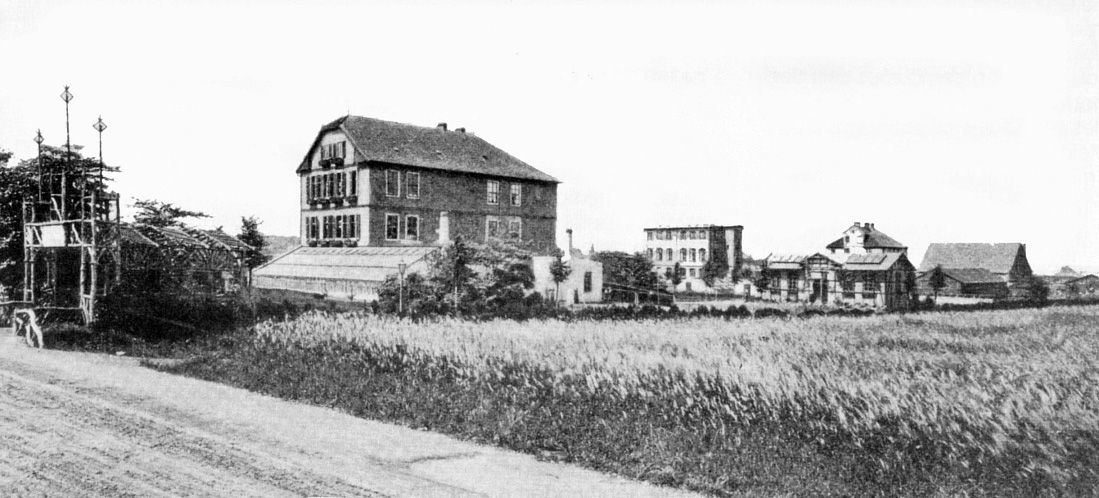
Die von Simon gegründete Israelitische Gartenbauschule Ahlem um 1900

### Familie
Alexander Moritz Simon war das vierte von sieben Kindern des jüdischen Hauptkollektors und Lotterieeinnehmers Alexander Simon und seiner Frau Fanny.
Alexander Moritz’ Schwester Helene (1845–1919) heiratete den jüdischen Kaufmann Sigmund Meyer (ca. 1840–73) aus Bochum; aus der Ehe ging der spätere Elektroautomobil-Pionier Sigmund Meyer hervor.

### Werdegang
Moritz absolvierte eine Lehre als Bankkaufmann im Bankhaus des hannoverschen Hofbankiers, Ezechiel Simon. Im Juli 1858 reiste er nach New York und arbeitete bei einer Bank. Hier lernte er das Elend der jüdischen Einwanderer aus Osteuropa kennen.
Nach seiner Rückkehr nach Hannover 1863 beantragte er am 29. April die Bürgerrechte und wurde als Bankier eingetragen. Am 16. Juli gründete er zusammen mit seinem Vater das Bank-, Geldwechsel- und Inkasso-Geschäft Alexander Simon, dessen Leiter er wurde, und das er gut durch die Gründerkrise der 1870er brachte. 1898 verkaufte er sein Unternehmen an die Dresdner Bank.
Er war Mitglied im Aufsichtsrat der Deutschen Pulverfabrik in Walsrode und der Tivoli AG in Hannover. Die betrieb den 1878 vom Architekten Otto Goetze fertiggestellten Tivoli-Konzertgarten, unmittelbar an den Tivoli-Stadtteil angrenzend nahe dem Schiffgraben, der schnell zu den bekanntesten Tanzlokalen Hannovers gehörte.

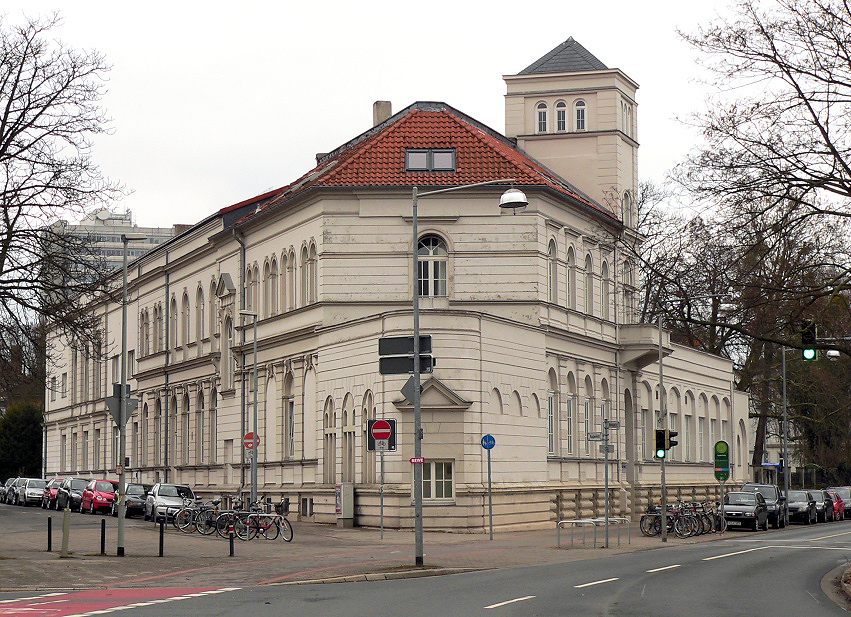
Von Simon erworbenes Parkhaus an den Parkanlagen von Herrenhausen

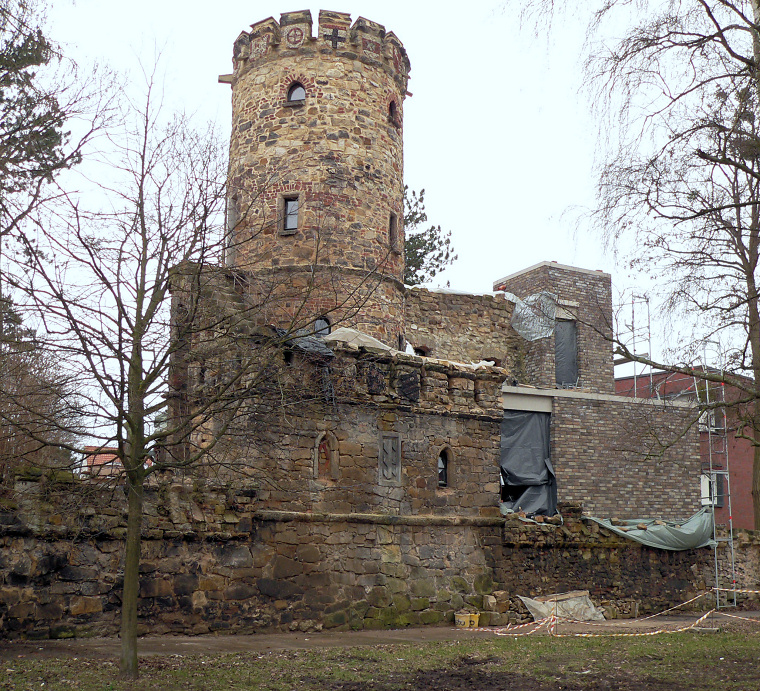
Von Simon erbaute Ritterburg nahe dem Parkhaus

1890 erwarb Simon das Ausflugslokal Parkhaus. Dies war ein 1874 von den Architekten Ludolf und Heussner an der spitzwinkligen Ecke zur Appelstraße errichtetes Konzerthaus. Simon ließ es 1891 erweitern und 1894/95 vom Architekten Max Küster (1862–1941) abreißen und neu bauen. Dabei ließ es Simon mit dekorativen Türmchen und einer Terrasse mit Ausblick auf die Parkanlagen von Herrenhausen versehen – daher auch der Name Parkhaus. Hinter dem Parkhaus ließ Simon einen später privatisierten Stadtpark anlegen, in dem er eine Ritterburg mit originell ausgestatteten Innenräumen sowie eine Hundinghütte mit einer Tropfsteinhöhle und einem altdeutschen Trinkgemach bauen ließ.
Simon blieb unverheiratet und lebte lange Zeit bei den Eltern in der Schillerstraße. Später baute er sich eine Villa im Villenviertel der Nordstadt. Um 1895 wurde Ahlem sein Lebensmittelpunkt.
Zum Ende des 19. Jahrhunderts waren viele Menschen jüdischen Glaubens aus Osteuropa ins Deutsche Reich eingewandert und lebten in den Städten meist in Ghettos und ärmlichen Verhältnissen. In Hannover stieg die Personenzahl binnen eines Jahrhunderts von 500 um das Zehnfache auf etwa 5000 Menschen jüdischen Glaubens zu Beginn des 20. Jahrhunderts. Moritz Simon bemühte sich seit den 1880ern um eine Verbesserung der wirtschaftlichen und sozialen Lage seiner Glaubensgenossen – getreu seinem Motto: „Nicht durch Almosen, sondern durch Erziehung zur Arbeit kann unseren armen Glaubensgenossen geholfen werden.“ In der von ihm gestifteten Schule in der Ohestraße begann er mit praktischem Unterricht. Der von ihm 1884 gegründete Verein zur Förderung des Gartenbau- und Handfertigungsunterrichts in Jüdischen Volksschulen hatte seine Ziele jedoch nicht erreicht. Deshalb erwarb er im Herbst desselben Jahres im damals noch selbständigen Dorf Ahlem, in der Heisterbergalle 8 ein 60 Morgen großes Grundstück und begann mit der Errichtung seiner Gartenbauschule. Neun Jahre später, am 2. Juni 1893, wurde sie dann unter dem Namen Israelitische-Erziehungs-Anstalt zu Ahlem bei Hannover eröffnet (1919 in Israelitische Gartenbauschule Ahlem umbenannt). An der Leitung beteiligte sich Manfred Berliner. In Peine gründete Simon eine Ausbildungsstätte für die Lehrer.
Alexander Moritz Simon lebte sparsam und steckte alles Geld in seine Schule. Er ließ seinen Badeofen nicht reparieren und erlitt einen tödlichen Badeunfall. Beigesetzt wurde er auf dem Jüdischen Friedhof An der Strangriede. Simons Vorstandsamt in der Israelitischen Gartenbauschule übernahm Sartorius Rheinhold.

## Alexander und Fanny Simonsche Stiftung
Nach Alexander Moritz Simons Tod setzte die nach seinen Eltern benannte Alexander und Fanny Simonsche Stiftung seine Arbeit fort. Der Stiftung gehörten unter anderem zwei Mehrfamilienhäuser in der Wißmannstraße 11 und 13 in der Südstadt. In diesen Häusern lebten um 1940 rund 132 jüdische Menschen, die sämtlich deportiert wurden, zum Teil über die Sammelstelle in der Gartenbauschule.

## Schriften
- Praktische Vorschläge zur Organisation der Auswanderung: Mitgeteilt auf Grund langjähriger Erfahrungen, Jaab & Kohlrautz, 1904; digitalisiert durch die Johann Wolfgang Goethe-Universität Frankfurt am Main